# ベル・ロード
ベル・ロード (Bell Road) は、アリゾナ州フェニックスを中心としたフェニックス都市圏の北部を東西に貫通する主要な幹線道路。都市圏北東部でアグア・フリア川を渡る数少ない道路のひとつであり、フェニックスと、その郊外都市として成長しているサプライズを結ぶ重要な連絡路となっている。このため、ベル・ロードの中でもサプライズやサンシティを通る区間は、アリゾナ州内でも最も交通量の多い幹線道路となっている。
この道路の名称は、ジェームズ・シア (James Shea) とともにパラダイス・ベルデ灌漑地区 (the Paradise Verde Irrigation District) を1916年に開設した農場主ハーヴェイ・ベル (Harvey Bell) に因んだものである。

## 経路
この通りは、マリコパ郡のグリッド・システム（格子状道路区画）における 17000 North の線に沿って通っている。東端側では、ベル・ロードの中でも重要な部分であるおよそ31マイル (50 km)ほどの区間が、フェニックスとスコッツデールの境界となっているスコッツデール・ロード (Scottsdale Road) との交差点から始まる。そこから西へ向かうと、フェニックス市内でアリゾナ州道51号線や州間高速道路17号線と交差し、次いでピオリア市内で州道101号線（環状101号線 (Loop 101)、アグア・フリア・フリーウェイ (Agua Fria Freeway)）、サプライズで国道60号線の一部であるグランド・アベニュー (Grand Avenue) と州道303号線（環状303号線 (Loop 303)）と、それぞれ交差する。ビアーズリー運河 (the Beardsley Canal)の西側で、道はカーブしてホワイト・タンク・マウンテン地方公園の周囲を回り込み、サン・バレー・パークウェイ (Sun Valley Parkway) となる。
66丁目 (66th Street) より東側では、ベル・ロードは南東方向に折れて伸びており、スコッツデール・ロードとの交差点からは建築家、デザイナーのフランク・ロイド・ライトに因んだフランク・ロイド・ライト・ブールバード (Frank Lloyd Wright Boulevard) となる。この区間の線形は、1970年代半ばにセントラル・アリゾナ・プロジェクト (CAP) の運河が建設された際に、これに並行して建設された。スコッツデール市内のこの辺りでは、連続していない形になっているベル・ロードの区間が、フランク・ロイド・ライト・ブールバードよりも北側に、およそ3.7マイル (6.0 km)ほど存在しており、その区間には州道101号線（ピモ・フリーウェイ (Pima Freeway)）との交差点もある。
マクダウェル山地の東側では、ベル・ロードの延長線がファウンテン・ヒルズの北側の市境となっている。
ベル・ロード沿い、ないし、近傍に位置するおもな施設としては、スコッツデール市営空港、ターフ・パラダイス競馬場、アローヘッド・タウン・センター、ピオリア・スポーツ・コンプレックスなどがある。ベル・ロードはまた、かつてはサプライズが町として創設された当初の北の境界にもなっていた。